# Máriatölgyes
Máriatölgyes (1899-ig Dubnicz, szlovákul Dubnica nad Váhom, németül: Dubnitz an der Waag) város Szlovákiában, a Trencséni kerület Illavai járásában. Peréte és Vágmogyoród tartozik hozzá. Mai magyar nevét a 19. század végi földrajzinév-magyarosítási hullám idején kapta.

## Fekvése
Trencséntől 15 km-re északkeletre, a Vágmente középső részén, az Illavai-medencében, a Vág bal partján fekszik.

## Története
Területén már a kőkorszakban emberi település állt. A korai vaskorban kelták szállták meg az Illavai medencét. Az első szlávok a 6. század elején vándoroltak be erre a vidékre.
A település 1193-ban szerepel először oklevélben „Dubnicza” néven. Ekkor két testvér, Vratislav és Piskin birtoka. Templomát 1276-ban említik először abban az oklevélben, melyben Vratislav unokái eladják birtokukat Oltuman nevű nővérüknek. A templom Szent Jakab tiszteletére volt szentelve. A 15. század elején kihalt a birtokos család, ekkor a település Trencsén várának uradalmához került. 1538-ban 46 portája volt. A 16. század végén a templomot elfoglalták az evangélikusok. 1608-ban 49 jobbágytelek, 54 zsellértelek, 2 malom, sörfőzde, major, kocsma állt a településen.
A birtokos Illésházyak a 17. század derekán katolikusok lettek, ezért 1657-ben visszajuttatták a templomot a katolikusoknak. 1639-ben és 1730-ban mezőváros lett és vásártartási jogot kapott. 1683-ban Sobieski János serege fosztotta ki. 1728-ban 28 jobbágy, 26 zsellértelke, majorja, sörfőzdéje, 2 kocsmája, pálinkafőzdéje és téglagyára volt. 1754-ben elkészült az új templom, amely nemsokára kegytemplom lett.
A 18. század végén Vályi András így ír róla: „DUBNITZ. vagy Dubnitza. Népes tót Mező Város Trentsén Vármegyében, földes Ura Gróf Illésházy Uraság, lakosai katolikusok, fekszik Illovátol nem meszsze, ’s az Uraságnak kastéllyát, mellyel a’ Város díszesíttetik, épittette néhai Gróf Illésházy Miklós 1719dik esztendőben akkori Magyar Országnak Kantzelláriusa, bútsú járásai a’ kalvária hegyére nevezetesek, Szentegyháza Szent Jakabnak tiszteletére építtetett, vásárjai is vagynak, határja jó, legelője elég, piatzozása alkalmatos, első Osztálybéli.”
1828-ban 189 házában 1868 lakos élt. A település birtokosa 1835-ben a báró Sina család lett.
Fényes Elek 1851-ben kiadott geográfiai szótárában így ír a városról: „Dubnicza, Trencsén m. tót mezőváros, a Vágh bal partján: 1903 kath., 9 evang., 36 zsidó lak. Kath. paroch. templom, synagóga. Ékesiti ezen helyet az uraság várkastélya, egy gyönyörü angol kerttel együtt. Van itt továbbá egy szép kalvária, s a boldogságos szűz Mária csudatévő képéhez nagy bucsu-járások történnek. Ezelőtt a gr. Illésháziak birtokában volt a hozzá tartozó uradalommal együtt, de 1835-ben b. Szina megvette. Ut. p. Trencsén.”
1869-ben Máriatölgyesen 228 ház, 365 háztartás és 1683 lakos volt. Lakói főként mezőgazdasággal, emellett állattartással, kézművességgel foglalkoztak.
A trianoni békéig Trencsén vármegye Illavai járásához tartozott.
Az 1940-es évek óta tartozik hozzá Vágmogyoród. 1973-ban csatolták hozzá Perétét.

## Népessége
| Év:            | 1994.  | 2004.   | 2014.   | 2024.    |
| -------------- | ------ | ------- | ------- | -------- |
| Emberek száma: | 26 025 | 25 734  | 24 721  | 21 732   |
| Eltérés:       |        | -1,11 % | -3,93 % | -12,09 % |

| Év:            | 2023.  | 2024.   |
| -------------- | ------ | ------- |
| Emberek száma: | 21 805 | 21 732  |
| Eltérés:       |        | -0,33 % |

1910-ben 1833, többségben szlovák anyanyelvű lakosa volt, jelentős magyar kisebbséggel.
2011-ben 25 305 lakosából 21 669 szlovák és 189 cseh volt.
2021-ben 22595 lakosából 20910 (+57) szlovák, 32 (+6) magyar, 4 (+29) cigány, 6 (+6) ruszin, 292 (+43) egyéb és 1351 ismeretlen nemzetiségű volt.

## Nevezetességei

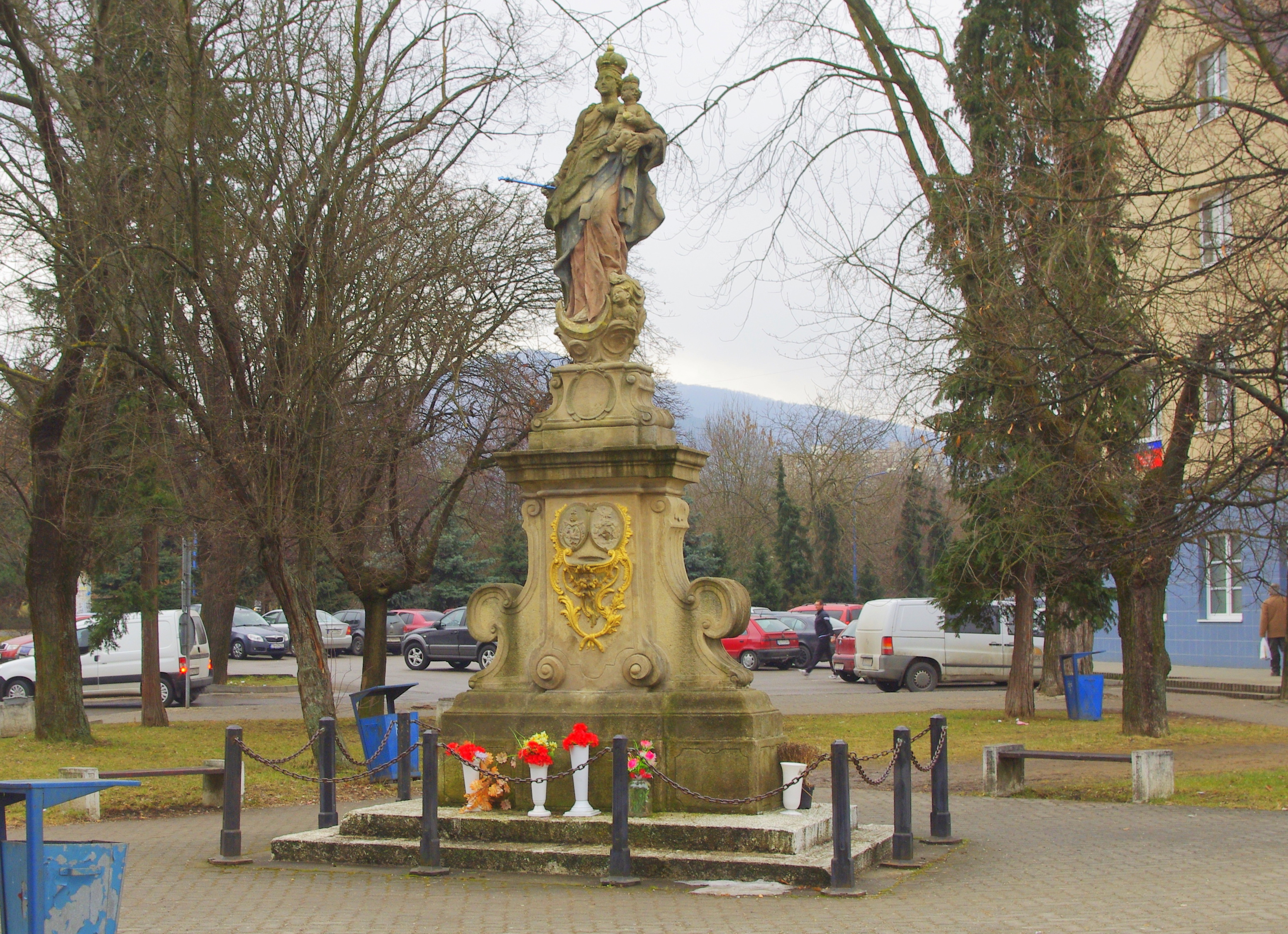
Szűz Mária szobor

- Szent Jakab tiszteletére szentelt római katolikus temploma 1276-ban már állt, mai formájában 1756-ban épült.
- Templomának kegyszobrát az Illésházyak ajándékozták 1723-ban, előzőleg a kastélykápolnában, azelőtt pedig a trencséni várban őrizték. A szobor valószínűleg Illésházy György megrendelésére készült a 17. század közepén. 1742-óta a gyógyulások hírére lett búcsújáróhely.
- A Szent Kereszt kápolna 1770-ben, a kastélyban levő Nagyboldogasszony kápolna a 17. században épült.
- Emeletes tornyos Illésházy-kastélya 1670-ben épült korabarokk stílusban. 1719 és 1730 között bővítették. 1835-ben a dúsgazdag báró Sina családé lett, értékes berendezése és műgyűjteménye a második világháborúban pusztult el.
- Reneszánsz kastélya a 17. század első felében épült, mai formáját a 18. században nyerte el. Ma az Astoria Lux szálloda működik benne.
- Innen származik a 19. század közepén felfedezett Dubnici krónika, melyet Nagyváradon írtak 1479-ben.
- Folklórfesztivál.

## Neves személyek
- Itt született 1675-ben Dubniczai István nyitra-egyházmegyei katolikus pap.
- Itt született 1925-ben František Sedlák szlovák levéltáros, történész.
- Itt született Pavol Demitra (1974–2011) világbajnoki bronzérmes jégkorongozó.
- Itt hunyt el 1735-ben Ján Baltazár Magin római katolikus plébános és tiszteletbeli kanonok.

## Testvérvárosok
- Otrokovice, Csehország
- Vác, Magyarország
- Zawadzkie, Lengyelország

## Lásd még
- Peréte
- Vágmogyoród